# Apicia ianthinus
Apicia ianthinus är en fjärilsart som beskrevs av Butler och Calv. 1897. Apicia ianthinus ingår i släktet Apicia och familjen mätare. Inga underarter finns listade i Catalogue of Life.